# Wojna chremonidejska
Wojna chremonidejska (ok. 267 p.n.e. – ok. 261 p.n.e.) – konflikt Aten, wspieranych przez Spartę i kilka mniejszych poleis, oraz przez Egipt Ptolemeuszy, przeciwko państwu macedońskiemu.  

## Tło historyczne
Wojna chremonidejska jest stosunkowo słabo udokumentowana źródłowo. Głównymi źródłami pisanymi dla przebiegu wojny są relacje Justyna i Pauzaniasza. Dodatkowym źródłem wiedzy na temat przebiegu wojny są znaleziska archeologiczne i epigraficzne. 
W wyniku wojen diadochów, po śmierci Aleksandra Wielkiego powstały nowe rządy w Egipcie, państwie Seleukidów oraz Macedonii. Grecja stała na uboczu tego wielkiego konfliktu, jedynie większe spory toczyły Ateny, Sparta i inne mniejsze poleis. Dążenia niepodległościowe w tych państwach były jednak wyraźne. Od połowy IV wieku p.n.e. największe wpływy w Grecji zyskała Macedonia. Państwo to zapewniło sobie hegemonię dzięki silnym garnizonom wojskowym w Chalkis i Koryncie, a także poparciu promacedońskich władców miejscowych państewek. 
W okresie wojny chremonidejskiej królem Macedonii był Antygon II Gonatas. Do jego największych rywali zaliczał się król egipski Ptolemeusz II, który zamierzał wzmocnić swoje wpływy w basenie Morza Egejskiego, wspierając antymacedońskie partie w Atenach. To król Egiptu uważany jest za głównego architekta wojny. Niewykluczone, że Ptolemeusz usiłował osadzić na tronie macedońskim któregoś z członków swojego rodu, co stanowić mogło element planów dynastycznych królowej Arsinoe II. Sama królowa Arsinoe zmarła prawdopodobnie jeszcze przed wybuchem wojny. Ptolemeusz mógł również dążyć do osłabienia wpływów macedońskich w Grecji. Ponadto Grecja miała znaczenie jako baza rekrutacyjna wojska zaciężnego dla władców hellenistycznych. W dokumencie przywódcy ateńskiego Chremonidesa, stanowiącym de facto dokument rozpoczęcia wojny, zawarte zostało odniesienie do Arsinoe jako obrończyni wolności Greków, co może wskazywać na udział królowej w formowaniu się koalicji antymacedońskiej, choć zdania badaczy w tym zakresie są podzielone. 

## Przebieg
Za archontatu Pejtidemosa, najpewniej w roku 267 p.n.e., polityk ateński Chremonides, od którego imienia pochodzi nazwa konfliktu, wydał dekret ogłaszający przymierze ze Spartą i wzywający do wyzwolenia Grecji. Było to de facto wypowiedzenie wojny królowi macedońskiemu. Przywódcą Sparty, która wówczas stanęła po stronie Aten, był król Areus.   

### Na kontynencie

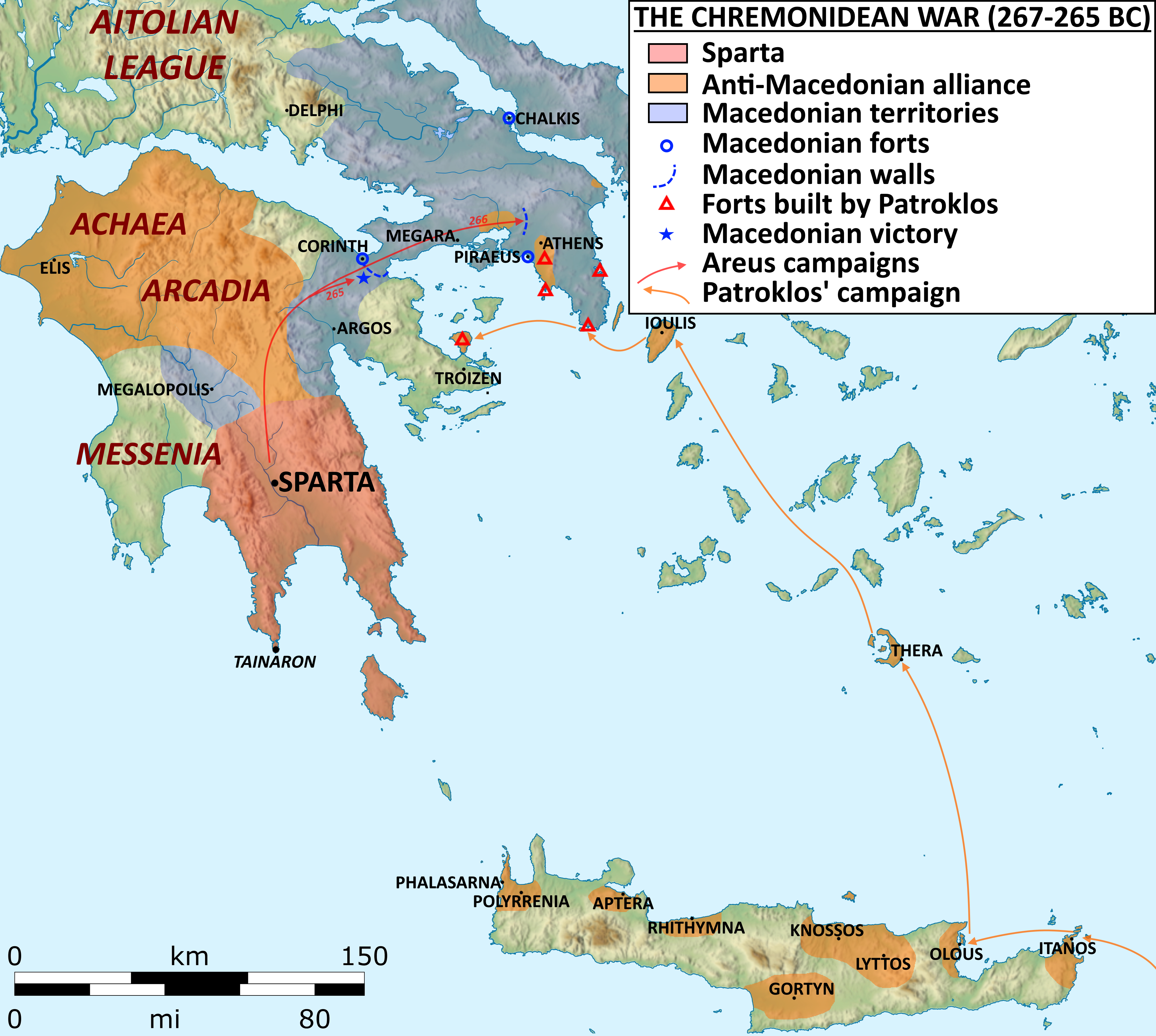
mapa przypuszczalnego przebiegu pierwszej fazy wojny chremonidejskiej

Celem Greków było wyparcie sił macedońskich z Attyki i Peloponezu. Rok 266 p.n.e. upłynął bez decydujących wydarzeń. Głównym terenem zmagań wojennych była Grecja kontynentalna. Wojska ptolemejskie stacjonowały najprawdopodobniej między innymi w forcie w Helioupolis, nie podejmując działań przeciwko Antygonowi i czekając na rozwój sytuacji. Siły Antygona z dużym prawdopodobieństwem kontrolowały kluczowe punkty w Pireusie i na Salaminie. Wojska greckie dowodzone przez Areusa były rozlokowane w okolicach Kamatero, a być może w okolicach przesmyku Korynckiego, skutecznie szachowane przez Antygona. W momencie, kiedy wojskom Areusa zaczęły dokuczać problemy aprowizacyjne, wycofał się on z Attyki. Prawdopodobnie Areus prowadził swoje wojska do Attyki więcej niż raz. Ok. roku 265 p.n.e. Antygon odniósł w okolicach Koryntu sukces w walce z Grekami, pokonując siły Areusa, który zginął w walce. Antygon wykorzystywał na polu walki słonie bojowe. To i pewne inne przesłanki pozwalają przypuszczać, że Macedończycy byli w walce pośrednio wspierani przez Seleukidów. W międzyczasie Antygon pokonał w walce bliżej nieokreślone wojsko Galatów; prawdopodobnie byli to zbuntowani najemnicy z jego armii. Wkrótce sytuacja Greków pogorszyła się także w Atenach. Po okresie czasowego zawieszenia broni, związanego z atakiem na Macedonię króla Epiru Aleksandra, Antygon obległ miasto. Za archontatu Antypatra, najpewniej w roku 262 lub 261 p.n.e., obrońcy Aten skapitulowali.  

### Na morzu i wybrzeżach
Poza greckim lądem stałym, działania toczyły się także na południowym wybrzeżu jońskim. Egipcjanom udało się tutaj zdobyć ważny strategicznie punkt wybrzeża dla swojej floty. Dowódcą ekspedycji ptolemejskiej mającej za zadanie wesprzeć Greków był strateg Patroklos. Działał on przede wszystkim w rejonie wybrzeży Attyki, zajmując strategiczne punkty i unikając rozstrzygnięć lądowych. W relacjach z epoki zwracano uwagę na brak zaangażowania wojsk Ptolemeusza na lądzie jako jedną z przyczyn ostatecznej klęski Greków. Zdaniem Tomasza Grabowskiego głównym zadaniem Patroklosa wyznaczonym mu przez Ptolemeusza nie była walka o zajęcie Grecji, lecz wykorzystanie kłopotów macedońskich i wzmocnienie obecności ptolemejskiej w rejonie Morza Egejskiego. Patroklos obsadził swoimi siłami m.in. Methanę, Gaidouronisi, Rhamnus i Koroni. Wyspa Gaidouronisi od tamtego czasu nosiła nazwę Patroklos, jako że tam dowódca miał swoją główną bazę. Obsadzenie punktów strategicznych pozwoliło prawdopodobnie Patroklosowi wspierać przez pewien czas znajdujące się pod oblężeniem Ateny. Podczas wojny flota i armia ptolemejska działały aktywnie także w jego wschodnim rejonie, między innymi na Samos, Lesbos i w Efezie. Po upadku Aten główne siły ptolemejskie wycofały się z Grecji. 
Niewykluczone, że podczas wojny chremonidejskiej doszło do morskiego starcia u wybrzeży wyspy Kos, przegranego przez Ptolemeuszy. Jednak datacja tego wydarzenia jest nieoczywista i możliwe, że do bitwy doszło dopiero podczas II wojny syryjskiej. 

## Skutki
Ateny, będące wówczas centrum kulturalnym Grecji, straciły swoje polityczne znaczenie, zmuszone zostały też do utrzymywania garnizonu macedońskiego, który Antygon ulokował na Wzgórzu Muzejońskim. Wojna zakończyła się sukcesem Antygonidów na lądzie i prestiżową porażką Ptolemeuszy. Z drugiej strony działania ptolemejskiej floty przy okazji wojny pozwoliły Egiptowi wzmocnić swoje wpływy na Terze, Keos i na Krecie, a tym samym umocnić swoją pozycję strategiczną w basenie Morza Egejskiego. Ważnymi zdobyczami Ptolemeusza II były w tym kontekście przyczółki w Itanos, oraz na Methanie. Zdobycze strategiczne Ptolemeusza w dużym stopniu zostały zaprzepaszczone później w wyniku II wojny syryjskiej. Talasokracja na Morzu Egejskim pozwoliła Ptolemeuszom kontrolować szlaki handlowe na linii Grecja-Aleksandria.  